# 東洋航空工業
東洋航空工業株式会社（とうようこうくうこうぎょう）は、日本にかつて存在した航空機製造会社。東洋航空藤沢飛行場も経営した。

## 概要
川西航空機の上層部らが中心となり設立した。
戦後日本の国産機として第2号となるTT-10を製造した。
1952年にアメリカ合衆国のフレッチャー FD-25の生産ライセンスを獲得した。6機を生産して、いずれも東南アジアに輸出したが、設立当初より経営が思わしくなく、1969年に会社解散した。

## 歴史
- 1952年（昭和27年）6月 - 東京都千代田区有楽町一丁目1番地日活国際会館第219号室で創業。
後に、本社所在地を神奈川県藤沢市字大原4741番地へ移転。
- 1952年（昭和27年）12月30日 - 当会社が最初に製作したTT-10の1号機（機体記号：JA3026）の初飛行に成功。
- 1953年（昭和28年）3月28日 - 東洋航空藤沢飛行場を供用開始。
- 1954年（昭和29年）9月16日 - 東洋航空フレッチャー FD-25B（JA3092）が初飛行。
- 1961年（昭和36年） - 本社所在地を藤沢市4754番地へ移転。東京都立航空工業高等学校へ東洋航空フレッチャーFD-25B（JA3092）を売却。
- 1964年（昭和39年）10月31日 - 東洋航空藤沢飛行場を供用廃止。
- 1964年（昭和39年）11月30日 - 本社所在地を東京都中央区日本橋小網町二丁目2番地へ移転。
- 1965年（昭和40年）6月19日 - 本社所在地を中央区日本橋兜町一丁目1番地へ移転し、事務所を江東区深川佐賀町一丁目16番地山一證券佐賀町別館4階へ置く。
- 1969年（昭和44年）4月10日 - 臨時株主総会を開き、会社解散。清算事務所は、東京都江東区佐賀一丁目15番7号に置かれた。